# Turn- und Sportverein Bayer 04 Leverkusen 1993-1994
Questa voce raccoglie le informazioni riguardanti il Turn- und Sportverein Bayer 04 Leverkusen nelle competizioni ufficiali della stagione 1993-1994.

## Stagione
Nella stagione 1993-1994 il Bayer Leverkusen, allenato da Dragoslav Stepanović, concluse il campionato di Bundesliga al 3º posto. In Coppa di Germania il Bayer Leverkusen fu eliminato ai quarti di finale dalla Dinamo Dresda. In Supercoppa di Germania il Bayer Leverkusen perse la finale con il Werder Brema. In Coppa delle coppe il Bayer Leverkusen fu eliminato ai quarti di finale dal Benfica.
Al termine della stagione Ioan Lupescu (Romania), Paulo Sérgio (Brasile) e Ulf Kirsten (Germania) parteciparono a U.S.A. '94 vinto dal Brasile.

## Maglie e sponsor
Lo sponsor che compare sulle maglie della società è Talcid, prodotto della casa farmaceutica Bayer proprietaria del team.
Lo sponsor tecnico è il marchio Tedesco Adidas.
| Casa | Trasferta |

## Rosa
| N. |                     | Ruolo | Calciatore       |
| -- | ------------------- | ----- | ---------------- |
| 1  | Germania (bandiera) | P     | Rüdiger Vollborn |
| 3  | Germania (bandiera) | D     | Markus Happe     |
| 4  | Germania (bandiera) | D     | Christian Wörns  |
| 5  | Romania (bandiera)  | C     | Ioan Lupescu     |
| 7  | Brasile (bandiera)  | A     | Paulo Sérgio     |
| 8  | Germania (bandiera) | C     | Bernd Schuster   |
| 9  | Germania (bandiera) | A     | Ulf Kirsten      |
| 15 | Germania (bandiera) | C     | Mario Tolkmitt   |
| 23 | Germania (bandiera) | P     | Dirk Heinen      |
| 30 | Germania (bandiera) | C     | Jupp Nehl        |
|    | Germania (bandiera) | P     | Walter Junghans  |
|    | Germania (bandiera) | D     | Franco Foda      |

| N. |                        | Ruolo | Calciatore         |
| -- | ---------------------- | ----- | ------------------ |
|    | Germania (bandiera)    | D     | Stephan Hanke      |
|    | Germania (bandiera)    | D     | Martin Kree        |
|    | Germania (bandiera)    | D     | Jens Melzig        |
|    | Paesi Bassi (bandiera) | D     | Bernard Schuiteman |
|    | Germania (bandiera)    | C     | Ralf Becker        |
|    | Germania (bandiera)    | C     | Andreas Fischer    |
|    | Rep. Ceca (bandiera)   | C     | Pavel Hapal        |
|    | Germania (bandiera)    | C     | René Rydlewicz     |
|    | Germania (bandiera)    | C     | Heiko Scholz       |
|    | Germania (bandiera)    | A     | Jörg Nowotny       |
|    | Germania (bandiera)    | A     | Andreas Thom       |

## Organigramma societario
Area tecnica
- Allenatore: Dragoslav Stepanović
- Allenatore in seconda: Peter Hermann
- Preparatore dei portieri: Werner Friese
- Preparatori atletici:

## Calciomercato

### Sessione estiva
| Acquisti | Acquisti           | Acquisti            | Acquisti |
| R.       | Nome               | da                  | Modalità |
| -------- | ------------------ | ------------------- | -------- |
| C        | Ralf Becker        | Ditzingen           |          |
| D        | Jens Melzig        | Dinamo Dresda       |          |
| A        | Jörg Nowotny       | Hallescher          |          |
| A        | Paulo Sérgio       | Corinthians         |          |
| D        | Bernard Schuiteman | Bayer Leverkusen II |          |
| C        | Bernd Schuster     | Atlético Madrid     |          |

| Cessioni | Cessioni           | Cessioni            | Cessioni |
| R.       | Nome               | a                   | Modalità |
| -------- | ------------------ | ------------------- | -------- |
| C        | Matthias Stammann  | Fortuna Colonia     |          |
| C        | André Gumprecht    | Lecce               |          |
| A        | Heiko Herrlich     | Borussia M'gladbach |          |
| C        | Guido Hoffmann     | Wehen Wiesbaden     |          |
| D        | Jürgen Radschuweit | Fortuna Colonia     |          |
| D        | Uwe Stöver         | Bochum              |          |

### Sessione invernale
| Acquisti | Acquisti        | Acquisti       | Acquisti |
| R.       | Nome            | da             | Modalità |
| -------- | --------------- | -------------- | -------- |
| P        | Walter Junghans | Hertha Berlino |          |

| Cessioni | Cessioni         | Cessioni | Cessioni |
| R.       | Nome             | a        | Modalità |
| -------- | ---------------- | -------- | -------- |
| C        | Markus von Ahlen | Bochum   |          |

## Risultati

### Bundesliga

#### Girone di andata
| Arbitro: | Gläser |

|                          |           |                      |
| Wohlert 44’ Reinmayr 66’ | Marcatori | 54’ Sérgio 74’ Happe |

| Arbitro: | Strampe |

|                       |           |                 |
| Kirsten 2’ Sérgio 71’ | Marcatori | 26’ (rig.) Thon |

| Arbitro: | Zerr |

|             |           |                    |
| Wolters 32’ | Marcatori | 5’ Wörns 61’ Hapal |

| Arbitro: | Osmers |

|                        |           |                |
| Sérgio 20’ Fischer 63’ | Marcatori | 28’ Rummenigge |

| Arbitro: | Dellwing |

|                      |           |          |
| Bäron 57’ Lečkov 62’ | Marcatori | 77’ Thom |

| Arbitro: | Best |

|                             |           |          |
| Kirsten 17’ Foda 22’ (rig.) | Marcatori | 40’ Rudy |

| Arbitro: | Strigel |

|                                     |           |                               |
| Klinkert 14’ Kastenmaier 84’ (rig.) | Marcatori | 8’ Sérgio 69’ (rig.) Schuster |

| Arbitro: | Heynemann |

|                             |           |                           |
| Foda 61’ (rig.) Fischer 80’ | Marcatori | 66’ Dickhaut 90’ Andersen |

| Arbitro: | Habermann |

|                           |           |                      |
| Kuntz 26’, 48’ Wagner 31’ | Marcatori | 16’ Thom 61’ Kirsten |

| Arbitro: | Harder |

|                                                 |           |  |
| Sérgio 39’, 78’ Zietsch 45’ (aut.) Schuster 85’ | Marcatori |  |

| Arbitro: | Ziller |

|                          |           |  |
| Bender 22’ Kir'jakov 25’ | Marcatori |  |

| Arbitro: | Jansen |

|                                           |           |                 |
| Kirsten 20’, 27’ Sérgio 22’, 69’ Thom 81’ | Marcatori | 90’ Anderbrügge |

| Arbitro: | Osmers |

|          |           |  |
| Todt 47’ | Marcatori |  |

| Arbitro: | Fux |

|                     |           |                   |
| Thom 43’ Becker 64’ | Marcatori | 7’ Bode 40’ Rufer |

| Arbitro: | Albrecht |

|               |           |             |
| Marschall 16’ | Marcatori | 79’ Kirsten |

| Arbitro: | Dellwing |

|                |           |                                   |
| Sverrisson 17’ | Marcatori | 26’, 36’, 79’ Sérgio 77’ Schuster |

| Arbitro: | Hauer |

|                               |           |              |
| Schuster 56’ Kirsten 68’, 76’ | Marcatori | 14’ Heidrich |

#### Girone di ritorno
| Arbitro: | Führer |

|                       |           |                |
| Kirsten 44’ Wörns 58’ | Marcatori | 79’ Steininger |

| Arbitro: | Ziller |

|              |           |               |
| Labbadia 58’ | Marcatori | 53’ Rydlewicz |

| Arbitro: | Buchhart |

|             |           |          |
| Kirsten 30’ | Marcatori | 29’ Sané |

| Arbitro: | Heynemann |

|               |           |  |
| Chapuisat 38’ | Marcatori |  |

| Arbitro: | Zerr |

|          |           |                            |
| Thom 45’ | Marcatori | 71’ von Heesen 80’ Albertz |

| Arbitro: | Strigel |

|           |           |           |
| Heldt 75’ | Marcatori | 43’ Wörns |

| Arbitro: | Albrecht |

|  |           |             |
|  | Marcatori | 8’ Herrlich |

| Arbitro: | Gläser |

|                     |           |  |
| Doll 20’ Yeboah 85’ | Marcatori |  |

| Arbitro: | Amerell |

|                                      |           |                            |
| Foda 27’ (rig.) Wörns 63’ Sérgio 72’ | Marcatori | 36’ (rig.) Brehme 86’ Kuka |

| Arbitro: | Wiesel |

|                    |           |                               |
| Golke 28’ Wolf 70’ | Marcatori | 39’ Wörns 81’ Sérgio 87’ Thom |

| Arbitro: | Habermann |

|                                   |           |             |
| Sérgio 19’ Wörns 67’ Schuster 85’ | Marcatori | 61’ Schmitt |

| Arbitro: | Harder |

|            |           |            |
| Mulder 41’ | Marcatori | 73’ Sérgio |

| Arbitro: | Strampe |

|                      |           |           |
| Kirsten 25’ Thom 77’ | Marcatori | 49’ Spies |

| Arbitro: | Dellwing |

|                 |           |             |
| Basler 34’, 80’ | Marcatori | 89’ Kirsten |

| Arbitro: | Zerr |

|            |           |            |
| Sérgio 53’ | Marcatori | 76’ Jähnig |

| Arbitro: | Ziller |

|                 |           |           |
| Foda 51’ (rig.) | Marcatori | 13’ Dunga |

| Arbitro: | Amerell |

|                      |           |                                           |
| Opoku 20’ Edmond 77’ | Marcatori | 15’ (aut.) Hecking 33’ Sérgio 89’ Kirsten |

### Coppa di Germania
| Arbitro: | Berg |

|                                   |           |  |
| Fischer 10’ Wörns 48’ Kirsten 86’ | Marcatori |  |

| Arbitro: | Hauer |

|              |           |                                                      |
| Grempler 47’ | Marcatori | 25’ Nehl 36’ Fischer 63’, 88’ Sérgio 72’ (rig.) Thom |

| Arbitro: | Schäfer |

|                                          |                      |                                      |
| Motzke Heiß Hecht Hanke Becker Radlmaier | Tiri di rigore 3 – 4 | Foda Kree Thom Wörns Schuster Becker |

| Arbitro: | Strampe |

|                                          |                      |                              |
| Schmäler 99’                             | Marcatori            | 97’ Sérgio                   |
| Schößler Marschall Maucksch Kmetsch Pilz | Tiri di rigore 5 – 4 | Sérgio Foda Hapal Wörns Thom |

### Supercoppa di Germania
| Arbitro: | Amerell |

|                                                  |                      |                                                    |
| Fischer 60’ Kirsten 96’                          | Marcatori            | 90’ Hobsch 92’ (rig.) Rufer                        |
| Hapal Kirsten Lupescu Foda Schuster Becker Happe | Tiri di rigore 6 – 7 | Herzog Votava Rufer Basler Borowka Wiedener Wolter |

### Coppa delle Coppe
| Arbitro: | Roca |

|                    |           |  |
| Hapal 30’ Thom 66’ | Marcatori |  |

| Arbitro: | Lodge |

|  |           |                                   |
|  | Marcatori | 16’ Kirsten 59’ Fischer 76’ Wörns |

| Arbitro: | Beschin |

|              |           |                                           |
| Warzycha 44’ | Marcatori | 42’ Sérgio 52’ Thom 59’ Kirsten 72’ Hapal |

| Arbitro: | Žuk |

|             |           |                                    |
| Kirsten 83’ | Marcatori | 6’ (rig.) Saravakos 66’ Georgiadis |

| Arbitro: | Pairetto |

|            |           |           |
| Isaías 90’ | Marcatori | 66’ Happe |

| Arbitro: | McCluskey |

|                                         |           |                                       |
| Kirsten 24’, 80’ Schuster 58’ Hapal 82’ | Marcatori | 59’ Xavier 60’ Pinto 78’, 85’ Kul'kov |

## Statistiche

### Statistiche di squadra
| Competizione           | Punti | In casa | In casa | In casa | In casa | In casa | In casa | In trasferta | In trasferta | In trasferta | In trasferta | In trasferta | In trasferta | Totale | Totale | Totale | Totale | Totale | Totale | DR  |
| Competizione           | Punti | G       | V       | N       | P       | Gf      | Gs      | G            | V            | N            | P            | Gf           | Gs           | G      | V      | N      | P      | Gf     | Gs     | DR  |
| ---------------------- | ----- | ------- | ------- | ------- | ------- | ------- | ------- | ------------ | ------------ | ------------ | ------------ | ------------ | ------------ | ------ | ------ | ------ | ------ | ------ | ------ | --- |
| Bundesliga             | 39    | 17      | 10      | 5       | 2       | 36      | 20      | 17           | 4            | 6            | 7            | 24           | 27           | 34     | 14     | 11     | 9      | 60     | 47     | +13 |
| Coppa di Germania      | -     | 1       | 1       | 0       | 0       | 3       | 0       | 3            | 1            | 2            | 0            | 6            | 2            | 4      | 2      | 2      | 0      | 9      | 2      | +7  |
| Supercoppa di Germania | -     | 1       | 0       | 1       | 0       | 2       | 2       | 0            | 0            | 0            | 0            | 0            | 0            | 1      | 0      | 1      | 0      | 2      | 2      | 0   |
| Coppa delle Coppe      | -     | 3       | 1       | 1       | 1       | 7       | 6       | 3            | 2            | 1            | 0            | 8            | 2            | 6      | 3      | 2      | 1      | 15     | 8      | +7  |
| Totale                 | 39    | 22      | 12      | 7       | 3       | 48      | 28      | 23           | 7            | 9            | 7            | 38           | 31           | 45     | 19     | 16     | 10     | 86     | 59     | +27 |

### Andamento in campionato
| Giornata  | 1 | 2 | 3 | 4 | 5 | 6 | 7 | 8 | 9 | 10 | 11 | 12 | 13 | 14 | 15 | 16 | 17 | 18 | 19 | 20 | 21 | 22 | 23 | 24 | 25 | 26 | 27 | 28 | 29 | 30 | 31 | 32 | 33 | 34 |
| --------- | - | - | - | - | - | - | - | - | - | -- | -- | -- | -- | -- | -- | -- | -- | -- | -- | -- | -- | -- | -- | -- | -- | -- | -- | -- | -- | -- | -- | -- | -- | -- |
| Luogo     | T | C | T | C | T | C | T | C | T | C  | T  | C  | T  | C  | T  | T  | C  | C  | T  | C  | T  | C  | T  | C  | T  | C  | T  | C  | T  | C  | T  | C  | C  | T  |
| Risultato | N | V | V | V | P | V | N | N | P | V  | P  | V  | P  | N  | N  | V  | V  | V  | N  | N  | P  | P  | N  | P  | P  | V  | V  | V  | N  | V  | P  | N  | N  | V  |
| Posizione | 9 | 4 | 3 | 3 | 6 | 4 | 5 | 5 | 6 | 4  | 7  | 6  | 7  | 7  | 7  | 5  | 4  | 3  | 1  | 1  | 2  | 6  | 5  | 7  | 7  | 7  | 6  | 3  | 3  | 3  | 4  | 5  | 4  | 3  |

Legenda:

Luogo: C = Casa; T = Trasferta. Risultato: V = Vittoria; N = Pareggio; P = Sconfitta.

### Statistiche dei giocatori
| Giocatore     | Bundesliga | Bundesliga | Bundesliga  | Bundesliga | Coppa di Germania | Coppa di Germania | Coppa di Germania | Coppa di Germania | Supercoppa di Germania | Supercoppa di Germania | Supercoppa di Germania | Supercoppa di Germania | Coppa delle coppe | Coppa delle coppe | Coppa delle coppe | Coppa delle coppe | Totale   | Totale | Totale      | Totale     |
| Giocatore     | Presenze   | Reti       | Ammonizioni | Espulsioni | Presenze          | Reti              | Ammonizioni       | Espulsioni        | Presenze               | Reti                   | Ammonizioni            | Espulsioni             | Presenze          | Reti              | Ammonizioni       | Espulsioni        | Presenze | Reti   | Ammonizioni | Espulsioni |
| ------------- | ---------- | ---------- | ----------- | ---------- | ----------------- | ----------------- | ----------------- | ----------------- | ---------------------- | ---------------------- | ---------------------- | ---------------------- | ----------------- | ----------------- | ----------------- | ----------------- | -------- | ------ | ----------- | ---------- |
| R. Becker     | 15         | 1          | 1           | 0          | 3                 | 0                 | 0                 | 0                 | 1                      | 0                      | 0                      | 0                      | 4                 | 0                 | 0                 | 0                 | 23       | 1      | 1           | 0          |
| A. Fischer    | 26         | 2          | 3           | 0          | 4                 | 2                 | 0                 | 0                 | 1                      | 1                      | 0                      | 0                      | 6                 | 1                 | 0                 | 0                 | 37       | 6      | 3           | 0          |
| F. Foda       | 26         | 4          | 2           | 1          | 3                 | 0                 | 0                 | 0                 | 1                      | 0                      | 0                      | 0                      | 6                 | 0                 | 1                 | 0                 | 36       | 4      | 3           | 1          |
| S. Hanke      | 1          | 0          | 0           | 0          | 0                 | 0                 | 0                 | 0                 | 0                      | 0                      | 0                      | 0                      | 0                 | 0                 | 0                 | 0                 | 1        | 0      | 0           | 0          |
| P. Hapal      | 25         | 1          | 5           | 0          | 3                 | 0                 | 1                 | 0                 | 1                      | 0                      | 0                      | 0                      | 6                 | 3                 | 0                 | 0                 | 35       | 4      | 6           | 0          |
| M. Happe      | 29         | 1          | 1           | 0          | 3                 | 0                 | 1                 | 0                 | 1                      | 0                      | 0                      | 0                      | 6                 | 1                 | 0                 | 0                 | 39       | 2      | 2           | 0          |
| D. Heinen     | 2          | 0          | 0           | 0          | 0                 | 0                 | 0                 | 0                 | 0                      | 0                      | 0                      | 0                      | 1                 | 0                 | 0                 | 0                 | 3        | 0      | 0           | 0          |
| W. Junghans   | 0          | 0          | 0           | 0          | 0                 | 0                 | 0                 | 0                 | 0                      | 0                      | 0                      | 0                      | 0                 | 0                 | 0                 | 0                 | 0        | 0      | 0           | 0          |
| U. Kirsten    | 28         | 13         | 9           | 0          | 3                 | 1                 | 2                 | 0                 | 1                      | 1                      | 0                      | 0                      | 4                 | 5                 | 1                 | 0                 | 36       | 20     | 12          | 0          |
| M. Kree       | 18         | 0          | 3           | 0          | 3                 | 0                 | 0                 | 0                 | 0                      | 0                      | 0                      | 0                      | 4                 | 0                 | 0                 | 0                 | 25       | 0      | 3           | 0          |
| I. Lupescu    | 32         | 0          | 4           | 0          | 3                 | 0                 | 0                 | 1                 | 1                      | 0                      | 0                      | 0                      | 6                 | 0                 | 1                 | 0                 | 42       | 0      | 5           | 1          |
| J. Melzig     | 19         | 0          | 1           | 1          | 2                 | 0                 | 1                 | 0                 | 1                      | 0                      | 0                      | 0                      | 1                 | 0                 | 0                 | 0                 | 23       | 0      | 2           | 1          |
| J. Nehl       | 12         | 0          | 2           | 1          | 2                 | 1                 | 0                 | 0                 | 0                      | 0                      | 0                      | 0                      | 1                 | 0                 | 0                 | 0                 | 15       | 1      | 2           | 1          |
| J. Nowotny    | 4          | 0          | 1           | 0          | 0                 | 0                 | 0                 | 0                 | 0                      | 0                      | 0                      | 0                      | 0                 | 0                 | 0                 | 0                 | 4        | 0      | 1           | 0          |
| R. Rydlewicz  | 6          | 1          | 0           | 0          | 1                 | 0                 | 0                 | 0                 | 0                      | 0                      | 0                      | 0                      | 3                 | 0                 | 0                 | 0                 | 10       | 1      | 0           | 0          |
| H. Scholz     | 15         | 0          | 2           | 0          | 1                 | 0                 | 0                 | 0                 | 0                      | 0                      | 0                      | 0                      | 1                 | 0                 | 0                 | 0                 | 17       | 0      | 2           | 0          |
| B. Schuiteman | 2          | 0          | 0           | 0          | 0                 | 0                 | 0                 | 0                 | 0                      | 0                      | 0                      | 0                      | 0                 | 0                 | 0                 | 0                 | 2        | 0      | 0           | 0          |
| B. Schuster   | 28         | 5          | 6           | 1          | 4                 | 0                 | 1                 | 1                 | 1                      | 0                      | 0                      | 0                      | 1                 | 1                 | 0                 | 0                 | 34       | 6      | 7           | 2          |
| M. Stammann   | 1          | 0          | 0           | 0          | 0                 | 0                 | 0                 | 0                 | 0                      | 0                      | 0                      | 0                      | 0                 | 0                 | 0                 | 0                 | 1        | 0      | 0           | 0          |
| P. Sérgio     | 32         | 17         | 6           | 0          | 4                 | 3                 | 0                 | 0                 | 1                      | 0                      | 0                      | 0                      | 5                 | 1                 | 2                 | 0                 | 42       | 21     | 8           | 0          |
| A. Thom       | 31         | 7          | 3           | 0          | 3                 | 1                 | 0                 | 0                 | 1                      | 0                      | 0                      | 0                      | 6                 | 2                 | 1                 | 0                 | 41       | 10     | 4           | 0          |
| M. Tolkmitt   | 15         | 0          | 0           | 0          | 1                 | 0                 | 0                 | 0                 | 0                      | 0                      | 0                      | 0                      | 2                 | 0                 | 0                 | 0                 | 18       | 0      | 0           | 0          |
| R. Vollborn   | 32         | 0          | 0           | 0          | 4                 | 0                 | 0                 | 0                 | 1                      | 0                      | 0                      | 0                      | 5                 | 0                 | 0                 | 0                 | 42       | 0      | 0           | 0          |
| C. Wörns      | 33         | 6          | 9           | 0          | 4                 | 1                 | 0                 | 0                 | 1                      | 0                      | 0                      | 0                      | 6                 | 1                 | 1                 | 0                 | 44       | 8      | 10          | 0          |
| M. von Ahlen  | 0          | 0          | 0           | 0          | 0                 | 0                 | 0                 | 0                 | 0                      | 0                      | 0                      | 0                      | 0                 | 0                 | 0                 | 0                 | 0        | 0      | 0           | 0          |